# Carrelage

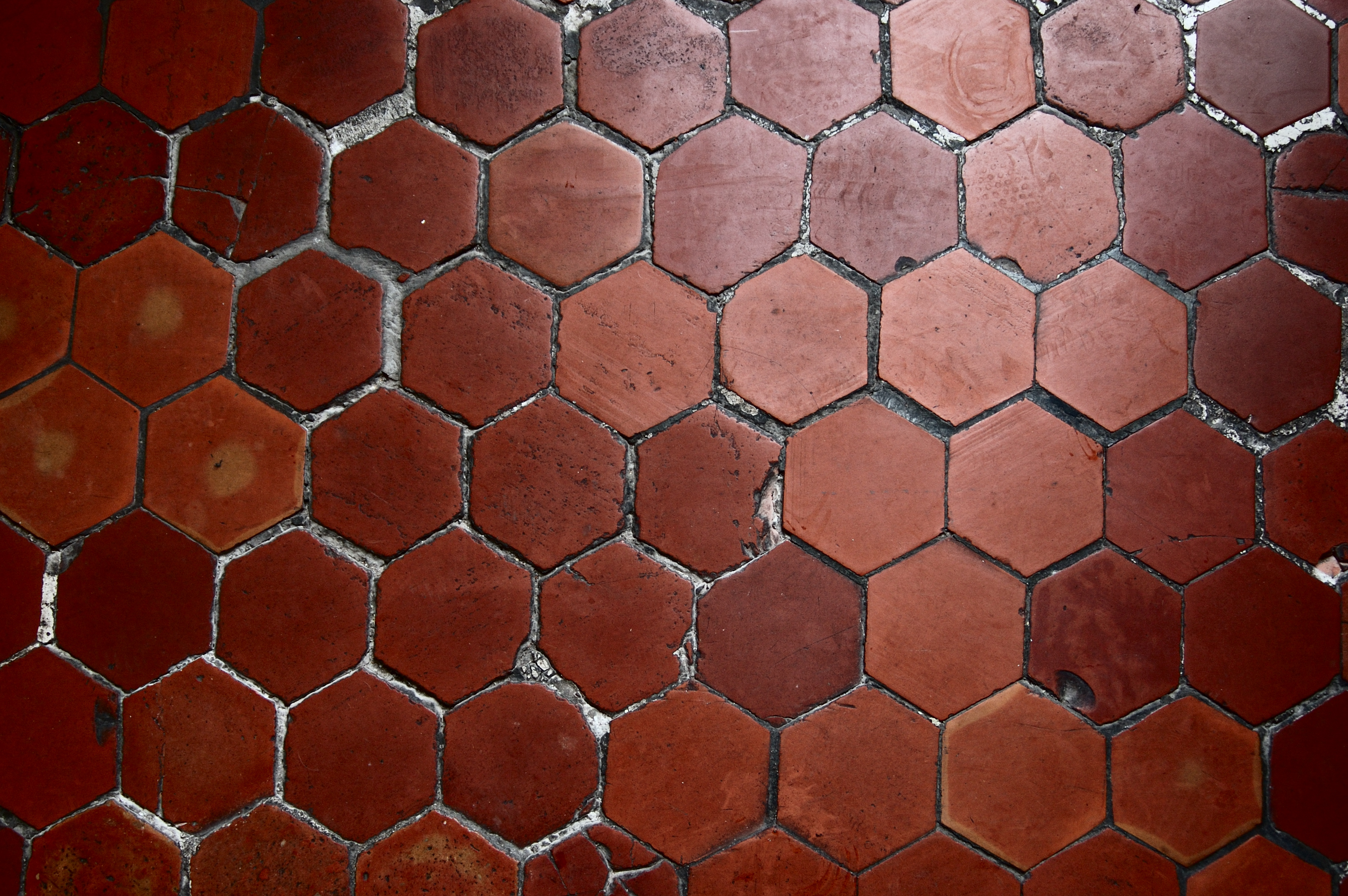
Tomettes de terre cuite.

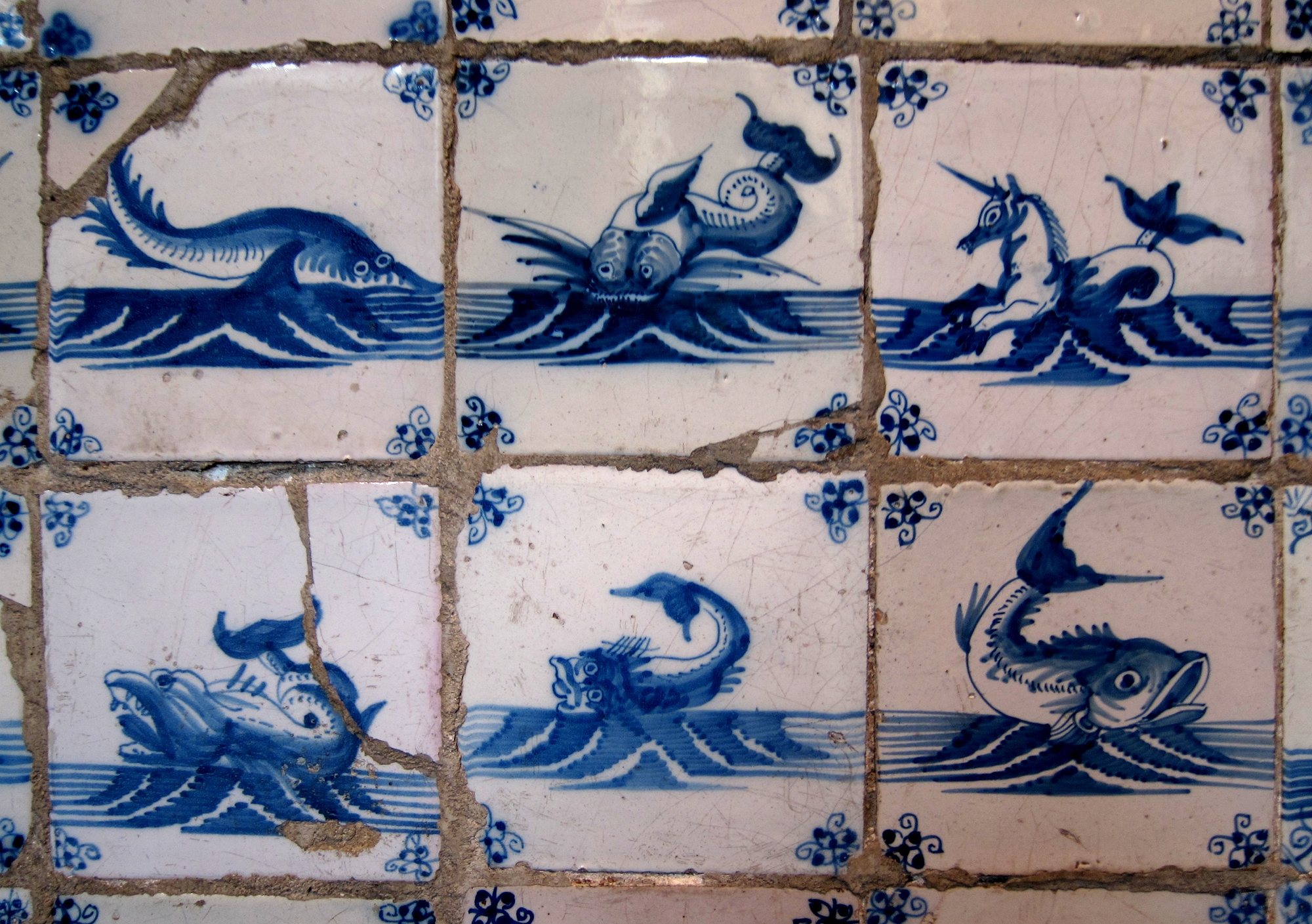
Carreaux de faïence hollandais XVIIe siècle, Hospice Comtesse, Lille.

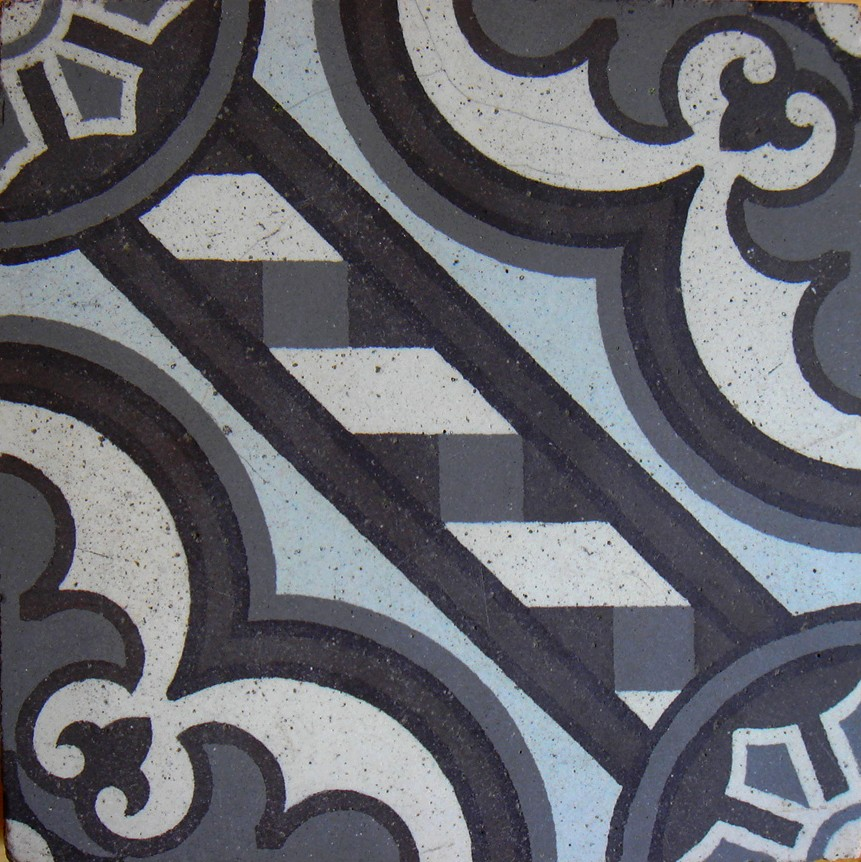
Carreau de grès-cérame coloré dans l'épaisseur, Manufacture Paul Charnoz, Paray-le-Monial, XIXe siècle.

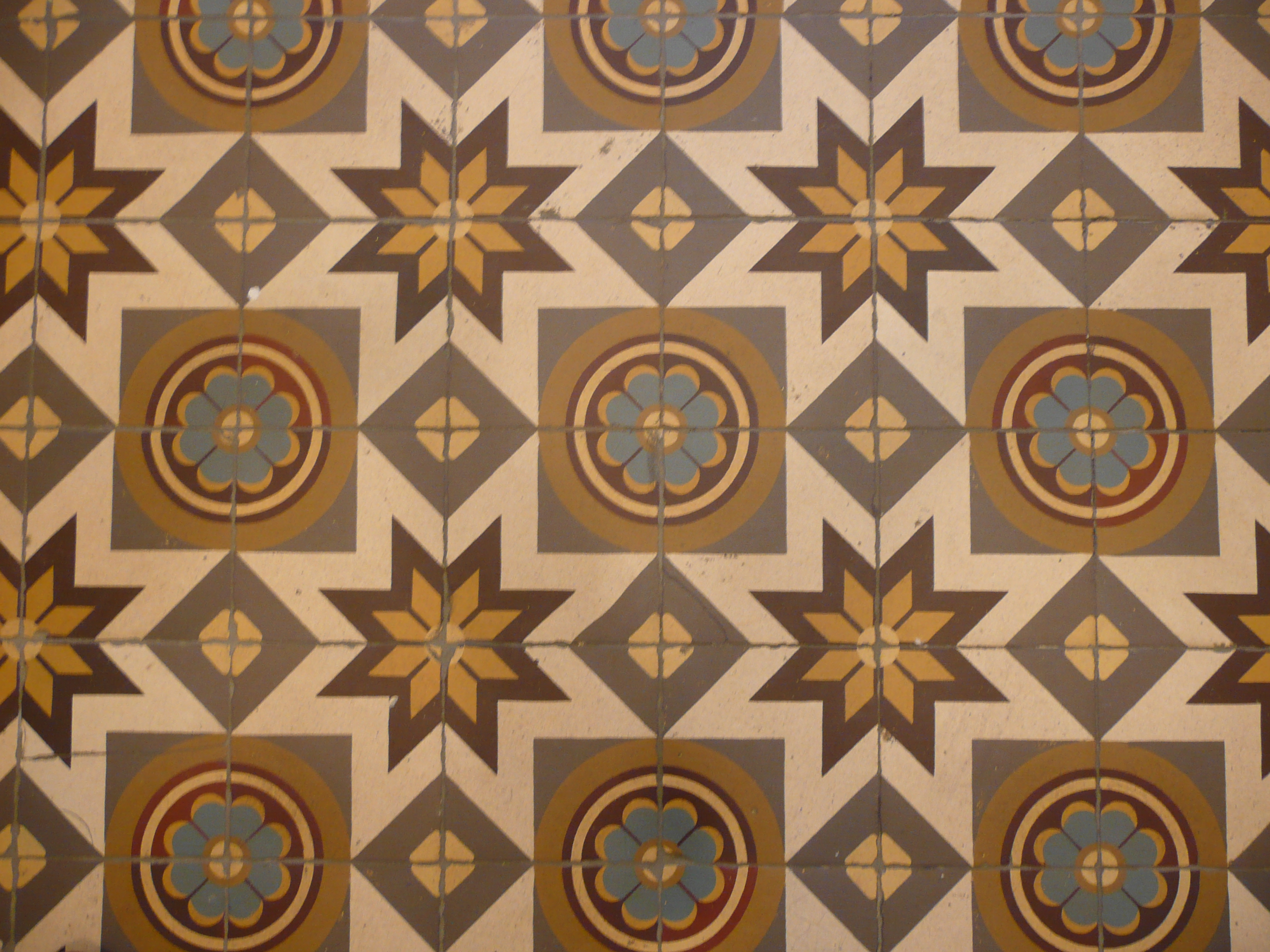
Carreaux en ciment du XIX

Le terme de carrelage désigne à l'origine l'action de poser des carreaux, puis, par métonymie, le résultat de cette action. Il désigne alors un revêtement de sol ou de murs formé de carreaux de céramique - terre cuite, carreaux de faïence, carreaux de grès (souvent appelés grès cérame) - ou bien carreaux de marbre ou de ciment ou encore carreaux de vinyle. Ces différents types de carreaux sont juxtaposés puis collés ou scellés. Un carrelage est couramment utilisé pour la finition et la décoration des sols et des murs pour les habitations et autres locaux, aussi bien à l'intérieur qu'en extérieur. 
Dans la construction, le carrelage est réalisé par le carreleur.

## Histoire

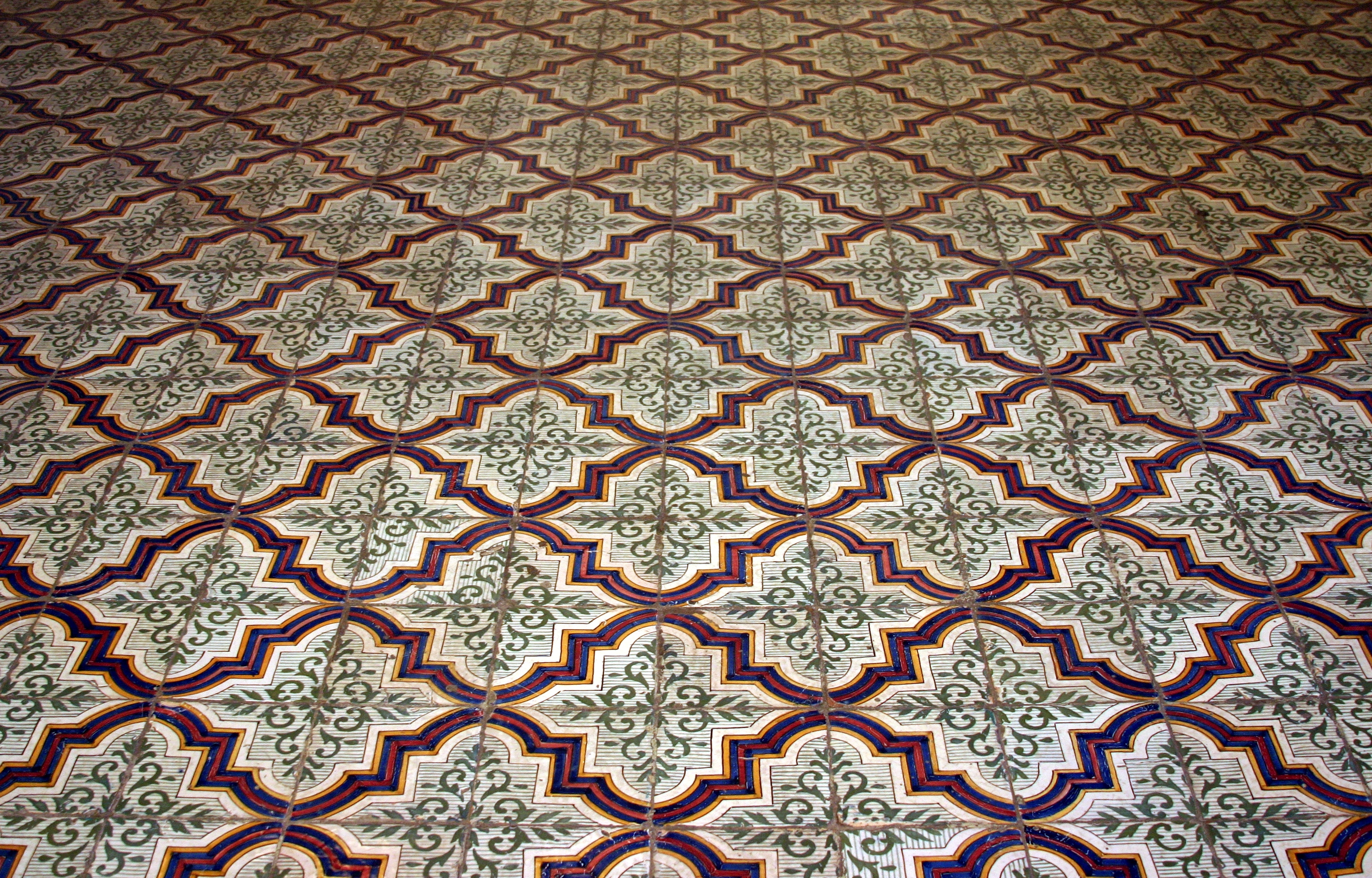
Pavement - Castel Nuovo.

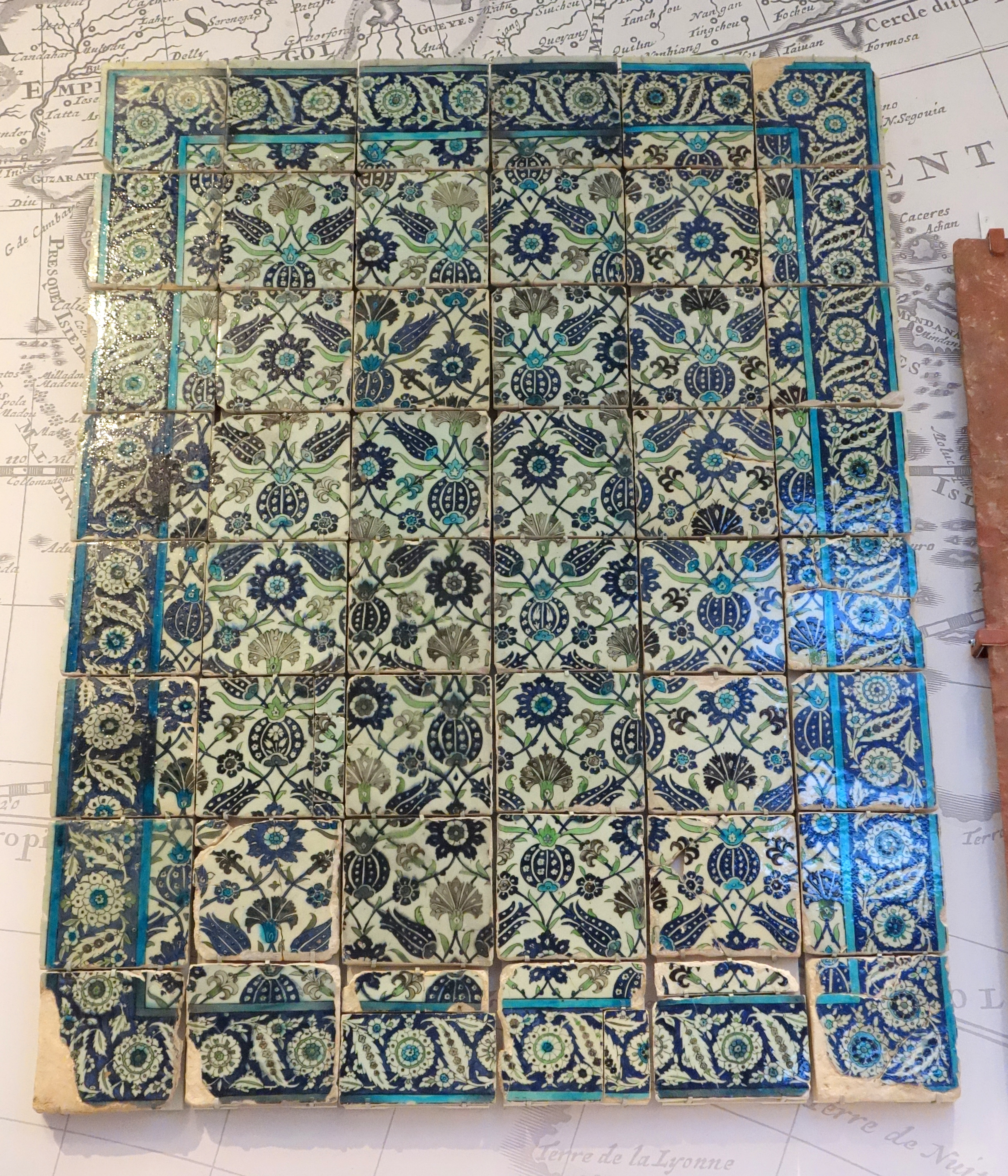
Panneau de carreaux, Céramique d'Iznik, Damas, Syrie,. Brooklyn Museum.

La première attestation de l'utilisation de la brique vernissée comme décoration est datée du XIIIe siècle av. J.-C. dans un temple dans la ville antique de Chogha Zanbil, un complexe élamite dans la province du Khouzistan en Iran.
Parmi les carreaux les plus connus, on peut citer les Azulejos, carreaux bleus d'Espagne, Portugal, Mexique.
Les carreaux sont depuis l'origine très utilisés dans la civilisation musulmane, en particulier les lieux de culte, en utilisant essentiellement les formes et les effets géométriques, les représentations humaines ou animales étant interdites par la religion.
Les premiers carreaux apparaissent en France dans les édifices religieux au VIIIe siècle et se développe dans les maisons de notables au XVIIIe siècle, l'application de faïence peinte sur les carreaux datant du XVIe siècle tandis que leur usage se démocratise à partir du XIXe siècle. Concurrencé par les parquets de bois, il se destine alors aux lieux moins nobles (passages, pièces de service) des bâtiments.
Alors que la terre battue constitue, sauf exception, le sol des maisons rurales, elle recule devant le carrelage dans les villes européennes au XVIe siècle mais le plus souvent les propriétaires continuent à joncher le sol de leurs chambres de paille en hiver et d'herbes fraîchement coupées en été. Le parquet ne fait qu'une timide apparition dans les maisons des plus riches et ne se répandra qu'au XVIIIe siècle.

## Carreaux
En Suisse, les carreaux muraux sont appelés « catelles » (cf. le Robert) ; on utilise aussi le mot « planelles » pour les carreaux destinés au sol.

### Fabrication des carreaux en céramique
Composition
Les carreaux sont fabriqués à partir d'argile ou de terre, de quartz, de feldspath qui se vitrifie sous la chaleur, de kaolin qui est un adjuvant. Ils peuvent également être des émaux.
Fabrication
Les matières premières sont mélangées et broyées de manière à former une pâte fine et homogène appelée barbotine. Cette barbotine est ensuite séchée via un atomiseur qui permet d'en extraire l'eau pour n'en retenir que la poudre. Cette poudre est ensuite injectée dans un moule de la taille et de la forme recherchée du carreau, puis est enfin pressée. Après pressage, le carreau est nettoyé puis soumis à plusieurs étapes de séchage pour faire tomber son taux d'humidité de 5-6 % à environ 0,5 %.
Le carreau sera ensuite émaillé. Afin de lui donner l'aspect recherché, il existe trois types d’émaillage : l’émaillage à sec, l’émaillage humide et la sérigraphie. Le zircon (ou silicate de zirconium ZrSiO4) est utilisé pour l'opacification des émaux. Cet usage représente 53 % de la consommation mondiale de zirconium.
Le carreau subit une dernière étape de cuisson au four avant d'être conditionné pour la vente.

### Caractéristiques
Un carreau a toujours une forme géométrique convexe, généralement des carrés ou parfois des rectangles, mais les hexagones sont aussi historiquement assez fréquents. Les carreaux sont fins, autour d'un centimètre d'épaisseur. Plus les carreaux sont de grande dimension, plus leur surface est cassante.
Sur le plan industriel, plusieurs procédés de décoration sont utilisés. Un premier procédé vise à l'utilisation de sels migrants sur la surface du biscuit avant la cuisson. Cela a pour effet une répartition aléatoire des couleurs et effets sur les carreaux. Un second procédé utilise un « rouleau décor », une sorte de cylindre vient appliquer un  motif sur la surface du biscuit. La forme cylindrique de cette presse de production permet de faire en sorte que le motif ne se répète pas à l'identique sur les carreaux. D'autres procédés utilisent des applications d'émail par projection (pistolet applicateur) ou sous forme de film uniforme (émaillage à la cloche). Certains de ces procédés peuvent se combiner, et permettent la création d'un grand nombre de gammes de couleurs et d'effets sur les carreaux.
Les procédés modernes de décoration de carreaux utilisent des machines Industrielles à injection électronique d'encres. Pilotées par ordinateur, elles permettent d'obtenir des impressions à très hautes résolution et des vitesses d'impression qui dépassent 40 ml/min. Aussi le changement de motifs et de couleurs sont instantanés et se font à partir du programme interface de commande sans aucune intervention sur la machine.
On trouve les classiques unis, marbrés, et nuagés. Depuis 2003 on note l'apparition de très fidèles reproductions de matériaux bruts avec notamment des imitations de parquet, du béton, de tôles rouillées, du cuir... Depuis 2006 environ, on voit parfois un apport de matière dans les carreaux avec un nouveau système d'insertion de billes de métal à l'intérieur du produit, et qui, après polissage en usine, donne une très fidèle imitation de l'inox, l'acier ou l'aluminium.
Il existe plusieurs types de cuisson, on distingue mono-cuisson et bi-cuisson. La mono-cuisson était utilisée principalement pour le carreau de sol, actuellement elle l'est aussi bien pour le carreau de sol que pour le carreau mural, cette opération consiste à cuire le biscuit décoré en une seule étape à une température avoisinant les 1 100 degrés. Cette cuisson à forte température permet d'obtenir un biscuit plus résistant.
La bi-cuisson est le procédé utilisé pour la cuisson des faïences, et comme son nom l'indique, s'effectue en deux cuissons à 1 100 °C chacune, cela donne des produits moins résistants, mais diminue considérablement les coûts de fabrication, la consommation de gaz étant moindre à 1 100 degrés qu'à 1 100.
Certains carreaux décorés avec des motifs particuliers (motifs métallisés, ajouts de verre...) peuvent faire l'objet d'une troisième, voire d'une quatrième cuisson.

### Types de carreaux
Les carreaux peuvent être en grès émaillé, grès brut, grès cérame, grès cérame pleine masse, grès cérame rectifié, grès cérame poli (lalmatto), émaux, pâte de verre, ciment ou encore terre cuite.
- Tomette
- Opus incertum
- Azulejos
- Carreaux de Delft
- Carreau ciment

## Pose

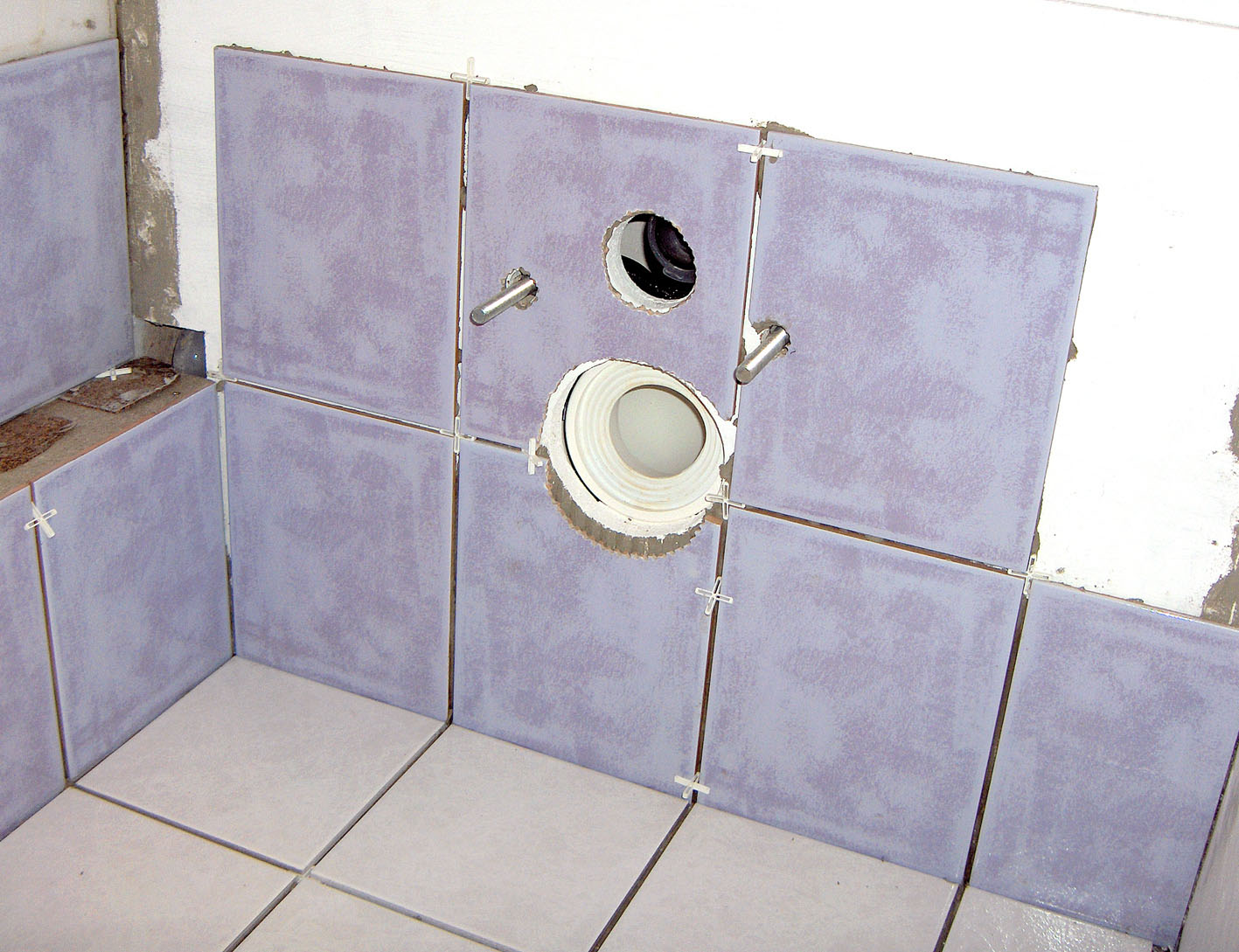
Pose d'un carrelage industriel.

Les carreaux s'utilisent aussi bien en intérieur qu'en extérieur, mais il est vrai qu'à l'extérieur la pose de carrelage rencontre de nombreuses contraintes (intempéries, gel, amplitude thermique). En théorie le grès cérame qui est non gélif est plus adapté aux extérieurs qu'un grès classique. Il existe des mortiers et des solutions de drainage spécifiques pour l'extérieur.
Il existe plusieurs types de pose, les principaux sont les suivants :
- la pose droite (au carrement) qui comme son nom l'indique vise à poser le carrelage de manière rectiligne les joints formant un quadrillage parfait en parallèle au mur, comme sur la photo ;
- la pose au plafond. À réaliser avec la carrelette adéquate pour les découpes.
- la pose diagonale qui vise à poser le carrelage de manière rectiligne, les joints formant un quadrillage parfait avec un angle à 45 degrés par rapport au mur ;
- la pose décalée (pose en joint de pierre ou quinconce) qui est comparable à une pose de brique en croisant les carreaux, celle-ci peut être effectuée en droit ou en diagonal ;
- la pose en pipe composée de deux formats de carreaux, se compose d'un petit format autour duquel viennent tourner quatre gros formats, la ligne de joint formant ainsi un dessin de pipe entre chaque petit carreau et gros carreau ;
- le multiformat ou opus qui comme son nom l'indique est composé de plusieurs formats de carreaux (jusqu'à sept formats) il existe une multitude de multiformats prévus en fonction des dimensions des carreaux choisis ;
- la pose à bâton rompus qui, comme un parquet, s'utilise  avec des formats rectangulaires posés en équerre ;
- la pose en chevrons qui nécessite des carreaux spécifiquement créés à cet effet, ce sont des carreaux rectangulaires biseautés sur les largeurs afin de leur permettre de former un chevron ;
- l'opus insertum qui vise à poser des carreaux cassés, donc informes, afin de créer un motif.

Il existe plusieurs techniques de pose :

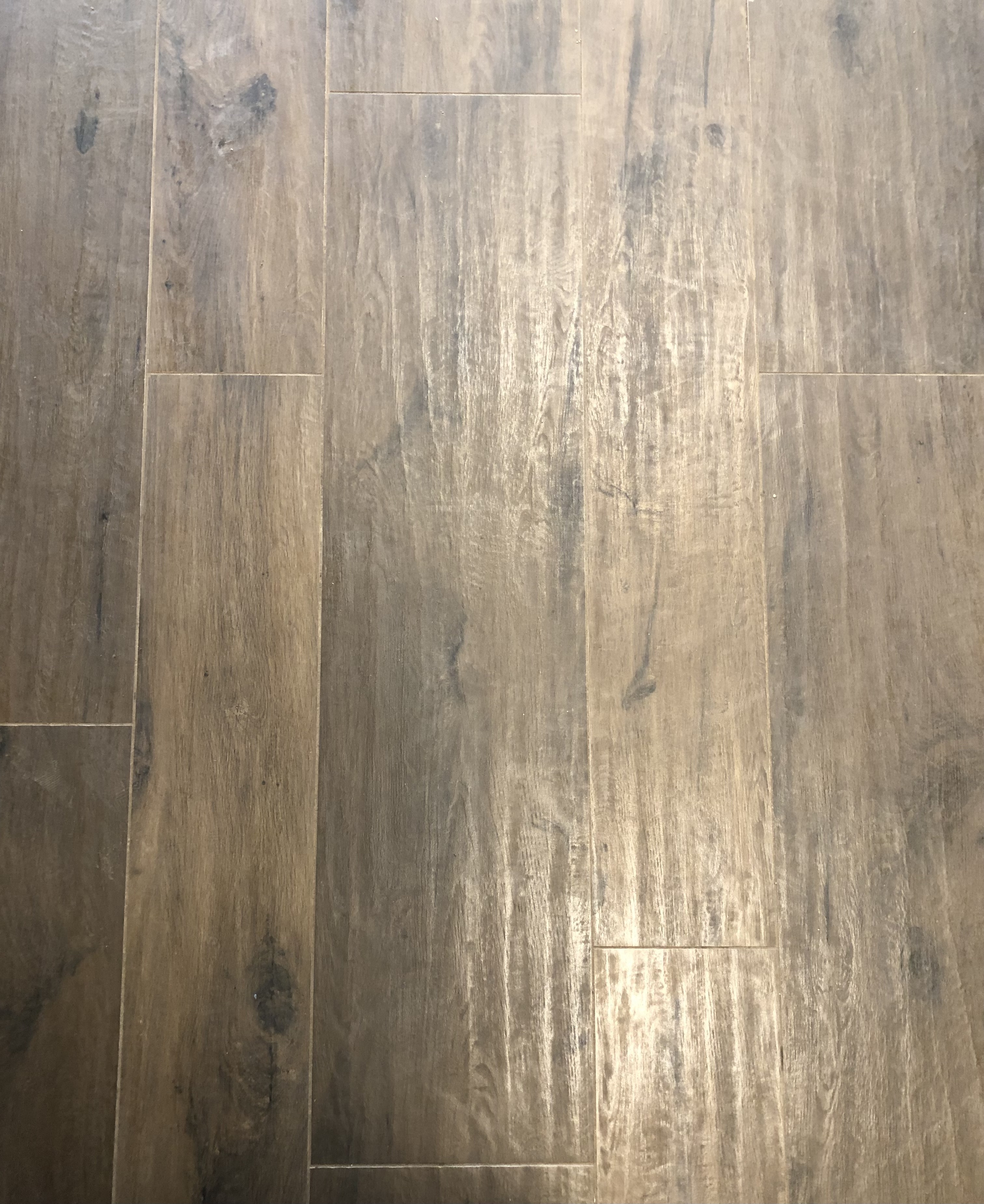
Carrelage imitation parquet.

- La pose traditionnelle ou pose scellée. Il s'agit d'une pose directement sur chape. Il s'agit d'une chape « maigre » (200 à 250 litres de sable par sac de ciment) à peine humidifiée. Une fois la chape tirée, et sans la laisser sécher, on la couvre d'une fine épaisseur de ciment en poudre puis on pose le carrelage. On règle ensuite la planéité du carrelage en le battant à l'aide d'un maillet en caoutchouc et d'une batte en bois tout en mouillant la surface du carreau à l'éponge pour humidifier la poudre de ciment. La chape étant malléable, les déplacements se font en marchant sur des planches répartissant le poids du carreleur (idéalement, du contreplaqué de bonne épaisseur). Le carrelage étant ainsi scellé au support, il est soumis directement à la dilatation de celui-ci et de ce fait, il éclate plus facilement sur les supports soumis aux fortes dilatations comme en présence de chauffage au sol. Le DTU autorise la pose scellée en extérieur uniquement sur un support ayant préalablement été préparé avec une désolidarisation et une natte (natte de désolidarisation) drainante sous chape. L'avantage de la méthode est que la chape maigre est plus facile à régler qu'une chape talochée et qu'il est plus facile de régler un carrelage irrégulier. L'inconvénient principal est que la majorité des carreleurs préparaient le mortier à la main et qu'il pouvait y avoir des irrégularités dans la répartition du ciment dans le sable ce qui peut entrainer un effondrement local de la chape et le descellement des carreaux.
- La pose collée. C'est la pose la plus courante de nos jours. Un mortier colle est préalablement étendu sur le support (voire également sur le carreau quand il s'agit d'un carreau d'une taille de 30 × 30 cm et plus). Elle permet une meilleure désolidarisation des supports et offre une capacité d'adhérence durable sur tous les éléments intérieurs et extérieurs ou presque.
- La pose flottante en filière sèche (sans ciment colle ni eau), comme pour le parquet flottant. Sous chaque carreau est installée une sous-couche en élastomère d'environ 2 mm d'épaisseur. Sur les pourtours sont insérés des profilés en PVC en forme de T (inversé). Le carrelage n'est plus solidaire de la structure et de la chape tout en faisant corps avec la sous-couche. Les joints entre les carreaux (espacement de 1,5 à 2 mm) sont remplis à l'aide d'un mastic polymère de type silicone neutre. L'ensemble forme une structure en réseau, très résistante et étanche grâce au jointoiement à l'aide du silicone spécialement conçu dont les propriétés conviennent parfaitement à ce type de pose flottante (souplesse, résistance au poinçonnement, étanchéité).

ex. : Chape traditionnelle, chape anhydrite, ancien carrelage, plancher bois (avec natte ou panneau de désolidarisation), chauffage au sol, etc.. Il existe autant de colles que de types de supports. De plus, la mise en œuvre est différente en fonction des types de colles. Ainsi, il est bon de différencier les colles « normales » des colles « fluides » et des colles « en pâte ».
Préparation des supports : le carrelage nécessite dans la plupart des cas une préparation du support afin d'améliorer l'adhérence de la colle ou d'améliorer les niveaux du sol. On utilise pour cela des primaires d'accrochages et des ragréages.

## Organismes rattachés
France
Créée en 1942, l'Union nationale des entrepreneurs de carrelage est une organisation rattachée à la Fédération française du bâtiment. Elle compte plus de 2 700 entrepreneurs et artisans spécialistes de la mise en œuvre des revêtements de sols et de murs. Ses principales missions sont : la technique, la formation, et la promotion du métier.